# Selección de fútbol de Bulgaria
La selección de fútbol de Bulgaria es el equipo representativo de dicho país en el fútbol internacional masculino y es administrado por la Unión Búlgara de Fútbol, una federación miembro de la UEFA. La sede del equipo es el Estadio Vasil Levski en Sofía, y actualmente está dirigido por Ilian Iliev.
Los mejores logros de Bulgaria son llegar a la final de los Juegos Olímpicos 1968 y las semifinales de la Copa Mundial de Fútbol de 1994. También han competido en la Copa de los Balcanes, ganando tres títulos. Sin embargo, Bulgaria no se ha clasificado para ningún torneo importante desde la Eurocopa 2004.

## Historia

### Inicios
La selección de Bulgaria se formó en 1922. En 1923, se creó la Unión Búlgara de Fútbol y el primer partido del equipo se celebró en Viena el 21 de mayo de 1924, que resultó en una derrota por 6-0 contra Austria. Bulgaria también participó en los Juegos Olímpicos de 1924 en París unos días después.
Después de no poder competir en la Copa Mundial de Fútbol de 1930, el equipo búlgaro no se clasificó para ningún torneo importante durante casi 30 años, quedando muy cerca de la clasificación en numerosas ocasiones. La selección nacional había seguido una racha de terminar segundo o tercero en sus grupos de clasificación junto con pasar a los play-offs, pero al final, no logró clasificar. A pesar de sus problemas de clasificación, la selección nacional logró derrotar a muchos equipos de élite durante memorables amistosos internacionales durante esos años. También parecía que los únicos torneos para los que lograron clasificar fueron torneos más pequeños, como la Copa de los Balcanes, que ganaron tres veces.

### Décadas de los 60 y 70
El conjunto búlgaro clasificó por primera vez a una Copa Mundial de Fútbol específicamente en el torneo disputado en Chile 1962, Bulgaria quedó encuadrada en un grupo complicado con rivales de élite como Inglaterra, la potencia Argentina y Hungría. Bulgaria abrió su campaña con una estrecha derrota 0-1 ante Argentina. Más tarde, Bulgaria perdería su segundo partido del grupo por un marcador de 6-1 ante Hungría. Las esperanzas de clasificación de Bulgaria se habían acabado, pero la selección nacional empató de manera impresionante con Inglaterra, futura campeona del Mundial de 1966, 0-0 y terminó cuarta en el grupo con solo un punto.
Bulgaria se clasificó por segunda vez consecutiva a una Copa Mundial de fútbol, atraída a un grupo aún mucho difícil en comparación con la Copa del Mundo anterior. Fueron colocados en el grupo de la muerte con superpotencias Hungría, Portugal y Brasil, con Pelé al frente. Bulgaria abrió su partido de campaña con una derrota 0-2 ante Brasil gracias a dos goles de tiro libre de Pelé y Garrincha. En su segundo partido, Bulgaria perdió 0-3 ante la Portugal de Eusebio. Finalmente, Bulgaria, sin posibilidades de avanzar a la siguiente ronda, terminó su último partido con una derrota por 1-3 ante Hungría. Bulgaria volvió a terminar cuarta con cero puntos en el grupo, eliminado por segunda vez consecutiva en primera ronda.
Después de su mala actuación en la Copa Mundial de fútbol, Bulgaria estaba decidida a redimirse. Quedó empatada en un grupo muy difícil de clasificación, con Noruega, Suecia, junto con la Portugal de Eusebio. Bulgaria comenzó con una victoria por 4-2 sobre Noruega. Se sumarían a su racha ganadora con una victoria por 2-0 contra Suecia. En sus dos próximos partidos, Bulgaria empataría 0-0 contra Noruega y dominaría a Suecia 3-0. En sus dos últimos partidos de grupo, Bulgaria se enfrentó a Portugal con una victoria por 1-0 en casa y un empate 0-0 como visitante, pero fue suficiente para avanzar a la eliminatoria de clasificación a dos partidos. Allí, Bulgaria se enfrentó a la eventual anfitriona de la Eurocopa de 1968, Italia. Italia fue derrotada en el partido de ida por 3-2, pero ganó el segundo por un marcador de 0-2 para avanzar 4-3 en el global. Italia ganaría los playoffs y ganaría el torneo.
Un mes y medio después de la Clasificación para la Eurocopa 1968, llegaron los Juegos Olímpicos, Bulgaria había clasificado por quinta vez en su historia. Fueron dibujados en un grupo simple con Tailandia, Guatemala y Checoslovaquia. Bulgaria comenzó con una goleada a Tailandia por 7-0. Más tarde empataron con Checoslovaquia 2-2 para aumentar sus estándares de puntos. Su último partido determinó una vez más si pasarían a cuartos de final. Necesitando una victoria decisiva, Bulgaria derrotó a Guatemala 2-1 y ganó su grupo olímpico. Se clasificaron directamente a los cuartos de final frente a los desfavorecidos, Israel. El juego se mantuvo 1-1 durante la mayor parte del partido hasta que un sorteo determinó quién pasaría a las semifinales del torneo. Al ganar el empate, Bulgaria avanzó a las semifinales contra el anfitrión México. Después de un partido muy reñido, Bulgaria demostró ser más fuerte al llegar a la cima con una victoria por 3-2. Bulgaria avanzó a la final por primera vez en su historia olímpica. Estaban decididos a ganar la medalla de oro, pero se quedaron cortos con una derrota por 1-4 ante la selección de fútbol de Hungría. Aunque luchando duro, Bulgaria salió con la medalla de plata.

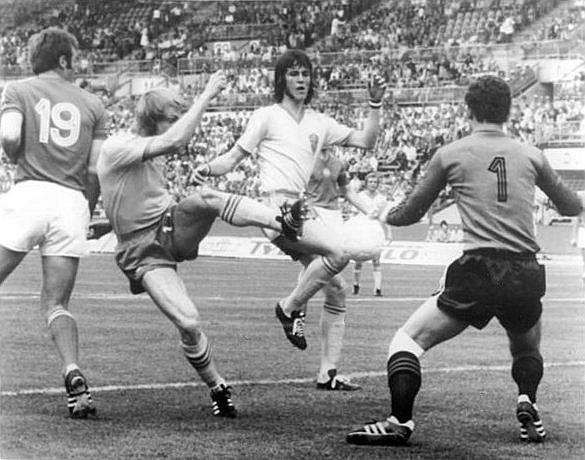
Bulgaria vs. la Selección de fútbol de Suecia 0 – 0, en la Copa Mundial de fútbol de 1974

Bulgaria se clasificó para su tercera Copa del Mundo consecutiva, celebrada en México, al igual que los Juegos Olímpicos de 1968. Fueron dibujados en un grupo muy complicado con Alemania Federal, Perú y Marruecos. Bulgaria jugó su primer partido contra Perú, donde empezó ganando pero terminó perdiendo por una espléndida remontada por 2-3. Alemania ganó el segundo partido de Bulgaria, 5-2. El último partido de la fase de grupos terminó 1-1; Bulgaria terminó en tercer lugar con 1 punto superando a Marruecos por diferencia de gol, terminó en el puesto 13. La Copa del Mundo de 1974 se celebró en Alemania Occidental. Fueron parte de un grupo decentemente duro, con Holanda, Suecia y Uruguay. Bulgaria comenzó con un empate sin goles con Suecia. Empataron de nuevo, esta vez 1-1 con Uruguay. Cuando llegó el partido final, Bulgaria cayó por un marcador de 4-1 ante Holanda. Bulgaria se mantuvo en tercer lugar en la fase de grupos y terminó en el puesto número 12.
A pesar de ganar la Copa de los Balcanes dos veces en 1931 y 1932, la selección nacional de Bulgaria agregó dos trofeos más a su vitrina, mientras ganaban el torneo en 1973 y 1976. Tanto en 1973 como en 1976, Bulgaria había usado su experiencia mundialista para crear un equipo muy táctico. Esto valió la pena, ya que obtuvieron muchas victorias decisivas sobre Hungría, Grecia, Turquía, Yugoslavia, Polonia, Albania y Rumania. De hecho, el equipo ganó la Copa de los Balcanes de 1976 al vencer a la selección de fútbol de Rumania en la final a dos partidos por 1-0 y 3-2.

### Copa del Mundo de 1986

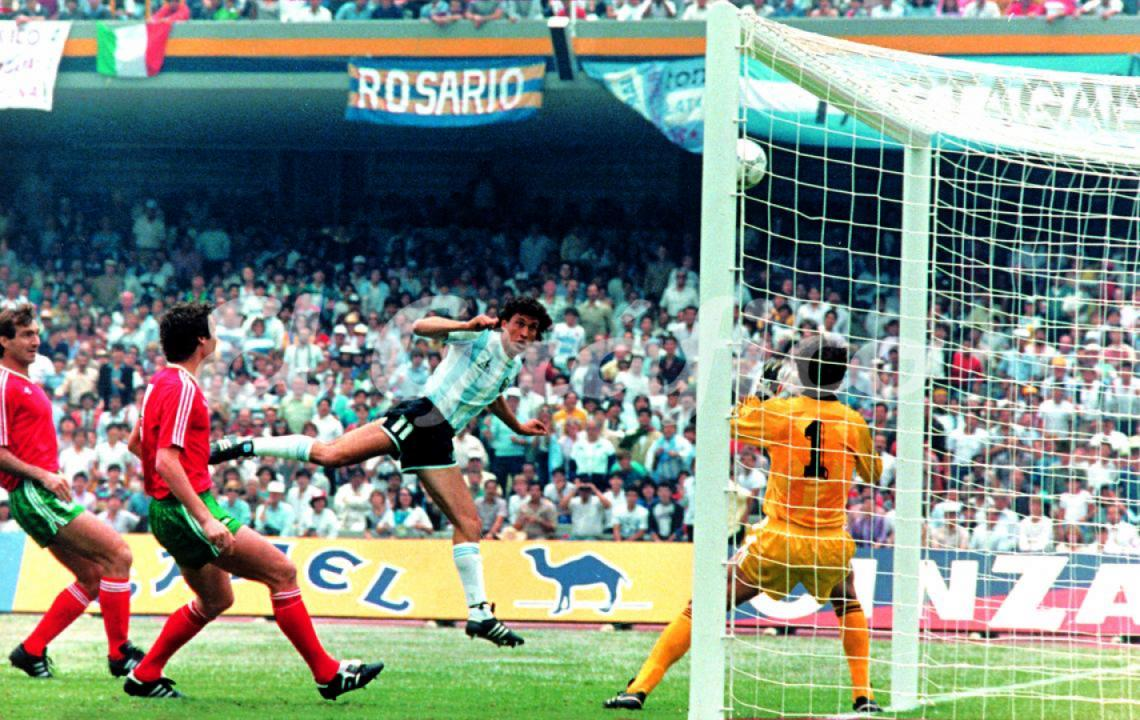
Valdano anotando el primer gol al equipo búlgaro

Bulgaria se clasificó para la Copa del Mundo de 1986 en México al terminar segundo en el Grupo Cuatro, detrás de Francia con 11 puntos, pero por delante de los poderosos rivales Yugoslavia y Alemania Democrática . Esta fue su quinta aparición en la Copa del Mundo después de no haber clasificado para España 1982. Fueron sorteados en el Grupo A con Italia, Argentina y Corea del Sur. En el partido inaugural de la Copa del Mundo, los búlgaros mantuvieron a Italia, campeona defensora, en un impresionante empate 1-1. Alessandro Altobelli dio la ventaja a los italianos, pero un empate en el minuto 85 de Nasko Sirakov dio a los búlgaros el punto que necesitaban. El siguiente partido fue otro empate 1-1 contra Corea del Sur con el gol de Bulgaria procedente de Plamen Getov en el minuto 11. Perdieron el último partido del grupo 2-0 contra Argentina, que finalmente ganó el torneo.
A pesar de no registrar una victoria, los búlgaros avanzaron a la fase eliminatoria al ser el tercer mejor equipo en tercer lugar por primera vez en su historia. Al hacerlo, Bulgaria junto con Uruguay se convirtieron en las primeras naciones en clasificar para la fase eliminatoria sin ganar un juego en la primera ronda. En octavos de final, se enfrentaron a los anfitriones de la Copa del Mundo, México, que buscaban venganza debido a su anterior derrota en la semifinal olímpica en casa ante Bulgaria en la Ciudad de México en 1968. El partido fue muy reñido desde ambos lados de la escala, pero al final, México se quedó con la victoria por 2-0.

### El reinado de Stoichkov en la Generación Dorada

#### Copa del Mundo de 1994: Cuarto puesto en un Mundial
Sin duda, una de las fechas más importantes en la historia del fútbol búlgaro es el 17 de noviembre de 1993, fecha en la que Emil Kostadinov marcó un gol decisivo en el minuto 90 para vencer a Francia en París, lo que permitió a Bulgaria clasificarse para Estados Unidos 1994. Bajo la dirección de Dimitar Penev; los búlgaros, encabezados por jugadores como Hristo Stoichkov, Iordan Letchkov y Krasimir Balakov, además de una multitud de talentosos jugadores recordados en Bulgaria como la "Generación Dorada", causaron una fuerte impresión al alcanzar sorprendentemente las semifinales. Entraron en el Grupo D, el cual fue muy duro, con Argentina, subcampeón del Mundial de 1990, con Diego Maradona a la cabeza, Nigeria, campeón de la Copa Africana de Naciones y Grecia, rival de los Balcanes. El primer partido terminó con una derrota por 3-0 ante Nigeria. A pesar del mal comienzo, el equipo hizo una gran declaración al ganar 4-0 a Grecia y aumentar su diferencia de goles. Su tercer y último partido fue contra Argentina. El poderoso equipo búlgaro salió con una impactante victoria por 2-0. Al entrar en el tiempo de descuento, Argentina lideraba el grupo. Sin embargo, un gol en el minuto 91 de Nasko Sirakov significó que bajaran dos lugares y terminarían terceros.

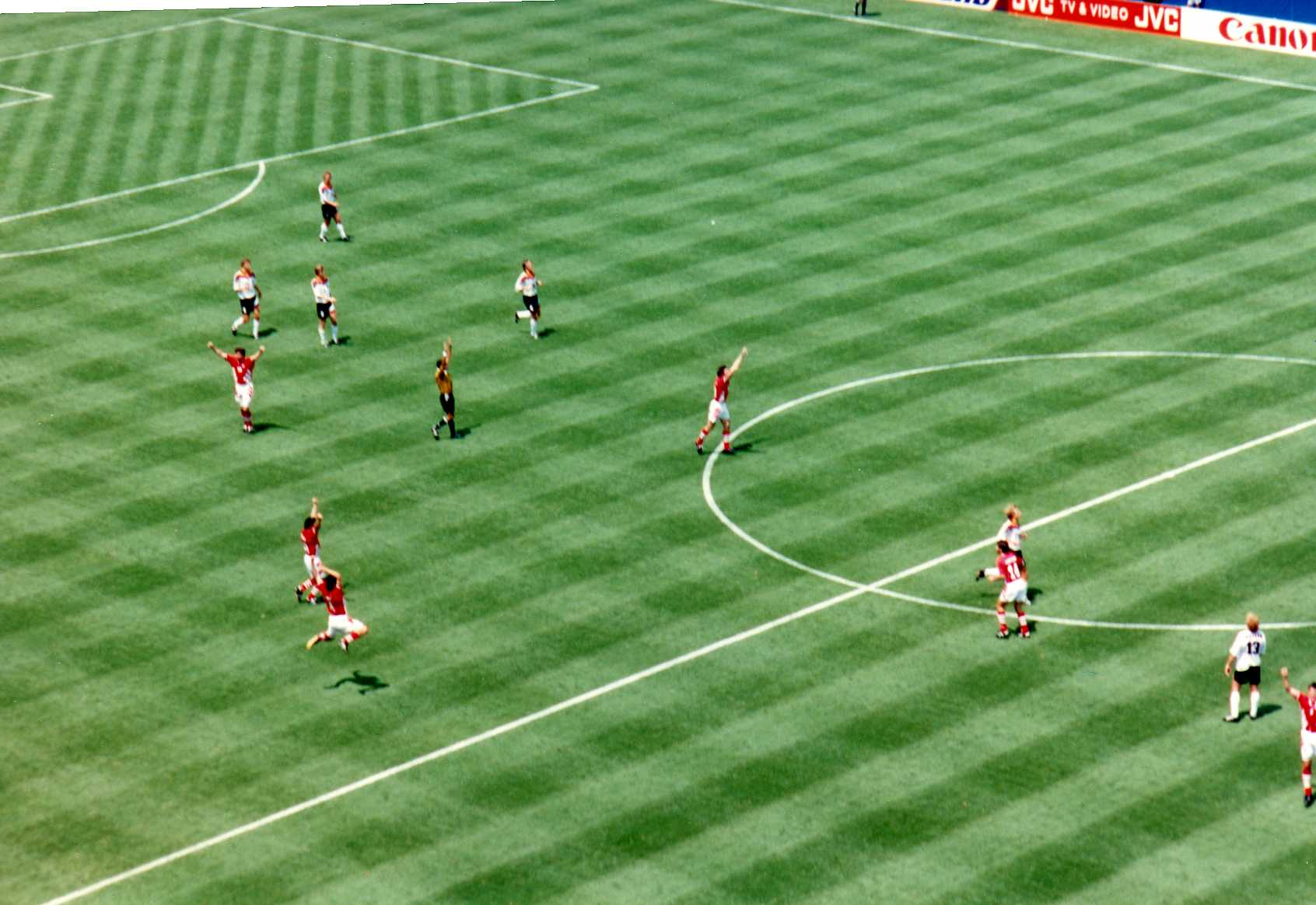
Futbolistas búlgaros celebrando la victoria en cuartos de final ante Alemania.

Bulgaria continuó hasta los octavos de final, donde se enfrentó a México. Stoichkov abrió el marcador en el sexto minuto con un increíble disparo desde fuera del área, sumando su cuarto gol. El partido terminó 1-1 y después de que no se marcaran goles en la prórroga, los penaltis decidieron qué equipo pasaría. El capitán del equipo, Borislav Mijailov salvó los primeros tres penales, rompiendo el récord de la Copa del Mundo. Bulgaria ganó 3-1 en los penales. En cuartos de final, Bulgaria se enfrentó a Alemania, campeón defensor. Al inicio del partido celebrado en el Giants Stadium de East Rutherford, Nueva Jersey, los búlgaros dominaron de manera impresionante, golpeando el poste dos veces en el proceso, pero finalmente se quedaron atrás después de que Lothar Matthäus anotara el gol inicial para los alemanes. Los búlgaros, sin embargo, lograron darle la vuelta al juego con un tiro libre desviado de Hristo Stoichkov y un cabezazo volador de Iordan Letchkov, lo que les dio la victoria por 2-1 y el triunfo más importante de su historia. En las semifinales, perdió controvertidamente 2-1 ante Italia. Stoichkov anotó el único gol de Bulgaria en la primera mitad para sumar su sexto gol, que lideró el torneo. En la segunda mitad, Bulgaria fue despedida en una sanción no penal en la que un defensa italiano claramente había cometido una mano en el área, tras un centro de Emil Kostadinov. En lugar de jugar la final, se convirtió en un desempate por el tercer puesto. Bulgaria perdió contra Suecia 4-0, pero el cuarto puesto ha sido la mejor actuación de Bulgaria en la historia hasta ese momento.
Hristo Stoichkov se hizo con la Bota de Oro compartida con Oleg Salenko como máximo goleador del torneo con sus seis goles. Krasimir Balakov fue nombrado en el Dream Team de la Copa del Mundo 1994 junto con Stoichkov. Más tarde, en diciembre, Stoichkov fue galardonado con el trofeo FIFA Balón de Oro por su gran habilidad y liderazgo, convirtiéndose en el primer búlgaro y tercer jugador del Barcelona en ganarlo en la historia.

#### Primera Eurocopa: Euro 1996

Alineacion de Bulgaria en su debut ante España

En 1996, el equipo se clasificó por primera vez para la Eurocopa específicamente la Eurocopa 1996 celebrada en Inglaterra. Fueron sorteados en el Grupo B con Francia, España y Rumanía. Bulgaria comenzó con un empate 1-1 contra España en donde se adelantaron con un gol de penal de Stoichkov además de que marcó su segundo gol con una volea maravillosa, descartada en fuera de juego; pero fueron empatados con el gol de Alfonso. Bulgaria derrotó a Rumanía por 1-0 en el siguiente partido de la fase de grupos con otro gol de Stoichkov el cual marcó su segundo gol en el torneo. En el último partido del grupo, el equipo búlgaro perdió 3-1 contra Francia; Stoichkov anotó un gol de tiro libre para darle a Bulgaria su único gol del juego, junto con su única derrota. Al mismo tiempo, España derrotó a Rumanía 2-1 y Bulgaria fue eliminada.

#### Copa del Mundo de 1998: La última batalla del "Equipo Dorado"
Bulgaria se clasificó para la Copa del Mundo de 1998 en Francia al terminar primero en el Grupo 5, con victorias decisivas sobre Rusia. Entraron en la competencia con un nuevo entrenador Hristo Bonev. Bulgaria empató a España, Nigeria y Paraguay en el Grupo D. El primer partido terminó decentemente, en un empate sin goles contra el eventual subcampeón de grupo, Paraguay. En el segundo partido, los búlgaros perdieron 1-0 para segunda vez consecutiva ante Nigeria en una Copa del Mundo. El partido final terminó con una derrota por 6-1 ante España. Tras los malos resultados, Bulgaria terminó cuarta en el grupo, con solo un punto. Esta fue la última aparición de Bulgaria en un Mundial.

### Clasificación para la Copa del Mundo de 2002: comienzo de la sequía para la Copa del Mundo
Bulgaria volvió a entrar en un grupo complicado con Dinamarca y República Checa. El grupo también supuso el debut de la máxima leyenda goleadora de Bulgaria, Dimitar Berbatov. Bulgaria ganó los partidos contra los equipos más débiles, pero perdió una vez y empató una vez con Dinamarca y la República Checa. Bulgaria terminó tercero con 17 puntos, tres puntos detrás de República Checa, segundo clasificado, por lo que no logró llegar a la Copa del Mundo en Corea del Sur y Japón.

### Última participación en un torneo Internacional: Euro 2004
Bulgaria logró clasificarse para su segunda Eurocopa, la Euro 2004 en Portugal al terminar primero con victorias sobre Croacia y Bélgica. Fueron agrupados en el Grupo C junto a Suecia, Italia y Dinamarca. Los tres partidos de la fase de grupos terminaron en derrotas para Bulgaria, siendo Martin Petrov el único goleador del equipo en la derrota 1-2 del país ante Italia; además de ser la última vez que Bulgaria se clasificó a un torneo internacional importante .

### Comienzo del Declive (2004-2019)
Bulgaria no pudo clasificarse para la Copa del Mundo de Alemania después de una racha de malos resultados. Empataron con Suecia y Croacia en la primera carrera, pero perdieron los otros encuentros ante los dos. Aunque Berbatov anotó muchos goles en las eliminatorias, incluido un empate de último minuto contra Croacia, Bulgaria terminó tercera en la clasificación con 15 puntos.

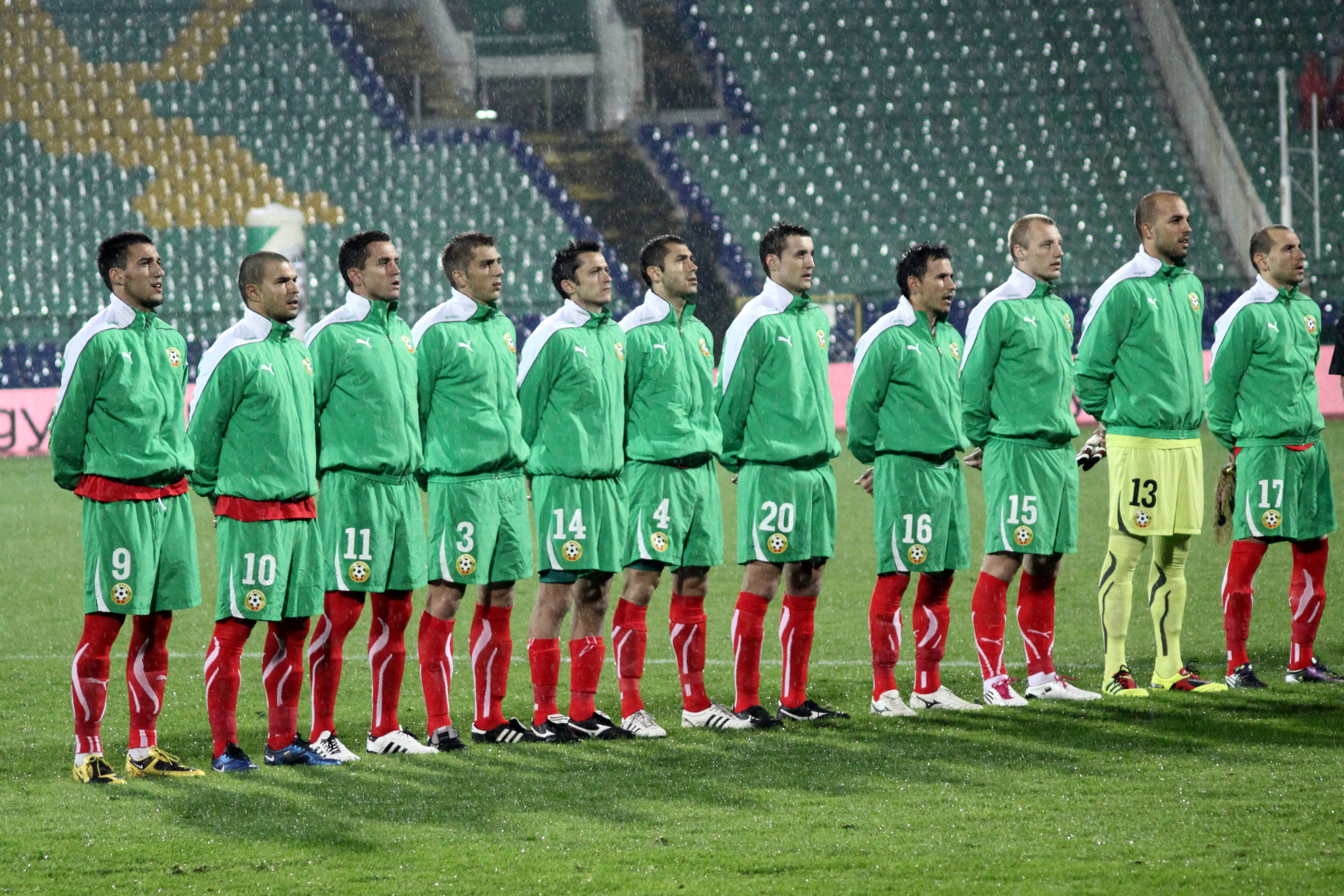
Bulgaria en 2010

Bulgaria participó en un torneo menor en Japón conocido como Copa Kirin. Comenzaron bien con una victoria por 2-1 sobre los anfitriones Japón. Sin embargo, Bulgaria perdió 5-1 ante Escocia, eventuales campeones de copa. Bulgaria terminó como subcampeón y recibió la medalla de plata.
El Grupo G de la clasificación para la Eurocopa 2008 tenía a Holanda, Rumanía y Bulgaria intentando clasificarse para la Eurocopa 2008, organizada por Suiza y Austria. Bulgaria se desempeñó bien después de una racha de buenos resultados acabando tercero a tan solo 1 punto de ir directamente a la Euro.
Bulgaria se enfrentó a Italia e Irlanda en la fase de clasificación del Grupo 8 para la Copa Mundial de 2010. Bulgaria inició la campaña con una serie de sorteos. El técnico Plamen Markov fue reemplazado por Stanimir Stoilov en enero de 2009. Los búlgaros registraron sus primeras victorias del grupo sobre Chipre, Montenegro y Georgia. Terminaron en tercer lugar con 14 puntos a tan solo 4 puntos del segundo puesto (1 victoria y 1 empate), por lo que no se clasificaron para un puesto de play-off.
Para Clasificación para la Eurocopa 2012, Bulgaria se incluyó en el Grupo G junto con Inglaterra, Suiza, Gales y Montenegro. Bulgaria terminó en el último lugar del grupo.
En la Clasificación para la Copa Mundial de 2014, Bulgaria se ubicó en el grupo A, junto a selecciones como Dinamarca, Italia y la República Checa, llegando hasta la penúltima fecha con sólo un partido perdido contra Italia de visitante, y con 13 puntos, y con 17 aseguraba el repechaje, sin embargo Bulgaria perdió sorprendentemente contra Armenia por 2 a 1 y de local contra la República Checa por 0-1, quedando eliminado. En la Clasificación para la Eurocopa 2016 quedó cuarto en su grupo con 11 puntos, nuevamente fracasando en una clasificatoria.
Sin embargo, en la Clasificación para el Mundial de Rusia 2018, logró subir el nivel, al estar ubicado en el grupo A junto a la subcampeona de la Europa Francia, el semifinalista del mundial anterior Países Bajos, Bielorrusia, Luxemburgo y Suecia. Venció a los bielorrusos y a los luxemburgueses de local, sin embargo perdió contra Francia de visita por 4 a 1, y posteriormente Bulgaria sorprendió al vencer a Países Bajos por 2-0 y a Suecia por 3-2 de local, pero tropezarían al caer sorprendentemente contra Bielorrusia por 2-1, y quedó eliminado al perder con los neerlandeses por 3 a 1 de visitante y contra los franceses por 0-1 de local.

### Peor época (2019-presente)
En la Liga de Naciones de la UEFA 2018-19 Bulgaria fue ubicada en la liga C, en el grupo C3 junto a Chipre, Eslovenia y Noruega, donde quedó en el segundo lugar y se aseguró los play-offs para la clasificación para la Eurocopa 2020, sin embargo por la vía de clasificación regular, quedó cuarto de 5 equipos en su grupo, con 6 puntos, resaltando sus derrotas por 0-4 y 0-6 ante Inglaterra y por 2-3 ante Kosovo. En los play-offs perdió por 1-3 ante Hungría de local, quedando eliminado.
En la clasificación para la Copa Mundial de 2022, volvió a demostrar bajo nivel, al estar ubicado en el grupo C junto a Irlanda del Norte, Italia, Lituania y Suiza, al quedar penúltimo con 8 puntos, resaltando su empate de visitante contra la vigente campeona de la Eurocopa, Italia por 1-1, y su derrota por 3-1 contra Lituania.

## Últimos partidos y próximos encuentros
Actualizado al último partido jugado el 23 de marzo de 2025
| Fecha      | Ciudad       | Local             | Resultado | Visitante         | Competición                     |
| ---------- | ------------ | ----------------- | --------- | ----------------- | ------------------------------- |
| 22-03-2024 | Bakú         | Bulgaria          | 1:0       | Tanzania          | FIFA Series 2024                |
| 25-03-2024 | Bakú         | Azerbaiyán        | 1:1       | Bulgaria          | FIFA Series 2024                |
| 04-06-2024 | Bucarest     | Rumania           | 0:0       | Bulgaria          | Partido amistoso                |
| 08-06-2024 | Liubliana    | Eslovenia         | 1:1       | Bulgaria          | Partido amistoso                |
| 05-09-2024 | Zalaegerszeg | Bielorrusia       | 0:0       | Bulgaria          | Liga de Naciones UEFA 24/25     |
| 08-09-2024 | Plovdiv      | Bulgaria          | 1:0       | Irlanda del Norte | Liga de Naciones UEFA 24/25     |
| 12-10-2024 | Plovdiv      | Bulgaria          | 0:0       | Luxemburgo        | Liga de Naciones UEFA 24/25     |
| 15-10-2024 | Belfast      | Irlanda del Norte | 5:0       | Bulgaria          | Liga de Naciones UEFA 24/25     |
| 15-11-2024 | Luxemburgo   | Luxemburgo        | 0:1       | Bulgaria          | Liga de Naciones UEFA 24/25     |
| 18-11-2024 | Plovdiv      | Bulgaria          | 1:1       | Bielorrusia       | Liga de Naciones UEFA 24/25     |
| 20-03-2025 | Plovdiv      | Bulgaria          | 1:2       | Irlanda           | Play-off Liga de Naciones 24/25 |
| 23-03-2025 | Dublín       | Irlanda           | 2:1       | Bulgaria          | Play-off Liga de Naciones 24/25 |
| 06-06-2025 | Plovdiv      | Bulgaria          | -:-       | Chipre            | Partido amistoso                |
| 10-06-2025 | TBD          | Grecia            | -:-       | Bulgaria          | Partido amistoso                |
| 04-09-2025 | TBD          | Bulgaria          | -:-       | España            | Clasificación Copa Mundial 2026 |
| 07-09-2025 | TBD          | Georgia           | -:-       | Bulgaria          | Clasificación Copa Mundial 2026 |

## Uniformes
| 1922 | (Ver Evolución) | 2020- Actual |  |

## Jugadores

### Última convocatoria
Los siguientes jugadores fueron citados para los encuentros contra Irlanda en marzo de 2025.
| #  | Nombre             | Posición       | Edad    | PJ | Goles | Club                     |
| -- | ------------------ | -------------- | ------- | -- | ----- | ------------------------ |
| 12 | Dimitar Sheytanov  | Portero        | 26 años | 0  | 0     | Septemvri Sofia          |
| 23 | Plamen Iliev       | Portero        | 33 años | 21 | 0     | Cherno More Varna        |
|    | Ivan Dyulgerov     | Portero        | 26 años | 6  | 0     | CSKA Sofía               |
| 2  | Nikolay Minkov     | Defensa        | 28 años | 2  | 0     | Botev Plovdiv            |
| 3  | Anton Nedyalkov    | Defensa        | 32 años | 31 | 0     | Ludogorets Razgrad       |
| 5  | Simeon Petrov      | Defensa        | 25 años | 10 | 0     | Fehérvár                 |
| 6  | Valentin Antov     | Defensa        | 24 años | 33 | 2     | Cremonese                |
| 15 | Hristiyan Petrov   | Defensa        | 23 años | 5  | 0     | Heerenveen               |
| 19 | Fabian Nürnberger  | Defensa        | 26 años | 7  | 0     | Darmstadt                |
| 4  | Ilia Gruev         | Centrocampista | 25 años | 20 | 0     | Leeds United FC          |
| 8  | Andrian Kraev      | Centrocampista | 26 años | 11 | 1     | Casa Pia AC              |
| 13 | Stanislav Shopov   | Centrocampista | 23 años | 3  | 0     | CSKA Sofía               |
| 17 | Georgi Milanov     | Centrocampista | 33 años | 50 | 2     | Dinamo Bucarest          |
| 18 | Vasil Panayotov    | Centrocampista | 35 años | 5  | 1     | Cherno More Varna        |
| 20 | Filip Krastev      | Centrocampista | 23 años | 24 | 1     | PEC Zwolle               |
| 22 | Ilián Iliev Jr.    | Centrocampista | 26 años | 19 | 0     | CSKA Sofía               |
|    | Kristiyan Stoyanov | Centrocampista | 22 años | 0  | 0     | Slavia Sofía             |
| 7  | Radoslav Kirilov   | Delantero      | 32 años | 21 | 2     | CSKA 1948                |
| 9  | Vladimir Nikolov   | Delantero      | 24 años | 2  | 0     | Slavia Sofía             |
| 10 | Bozhidar Kraev     | Delantero      | 28 años | 26 | 3     | Western Sydney Wanderers |
| 11 | Kiril Despodov     | Delantero      | 28 años | 56 | 15    | PAOK                     |
| 14 | Stanislav Ivanov   | Delantero      | 26 años | 5  | 0     | Arda Kardzhali           |
| 16 | Marin Petkov       | Delantero      | 21 años | 14 | 3     | Levski Sofía             |
| 21 | Lukas Petkov       | Delantero      | 24 años | 6  | 0     | Elversberg               |
| DT | Ilián Iliev        | Entrenador     | 57 años | 34 | 3     |                          |

### Más participaciones

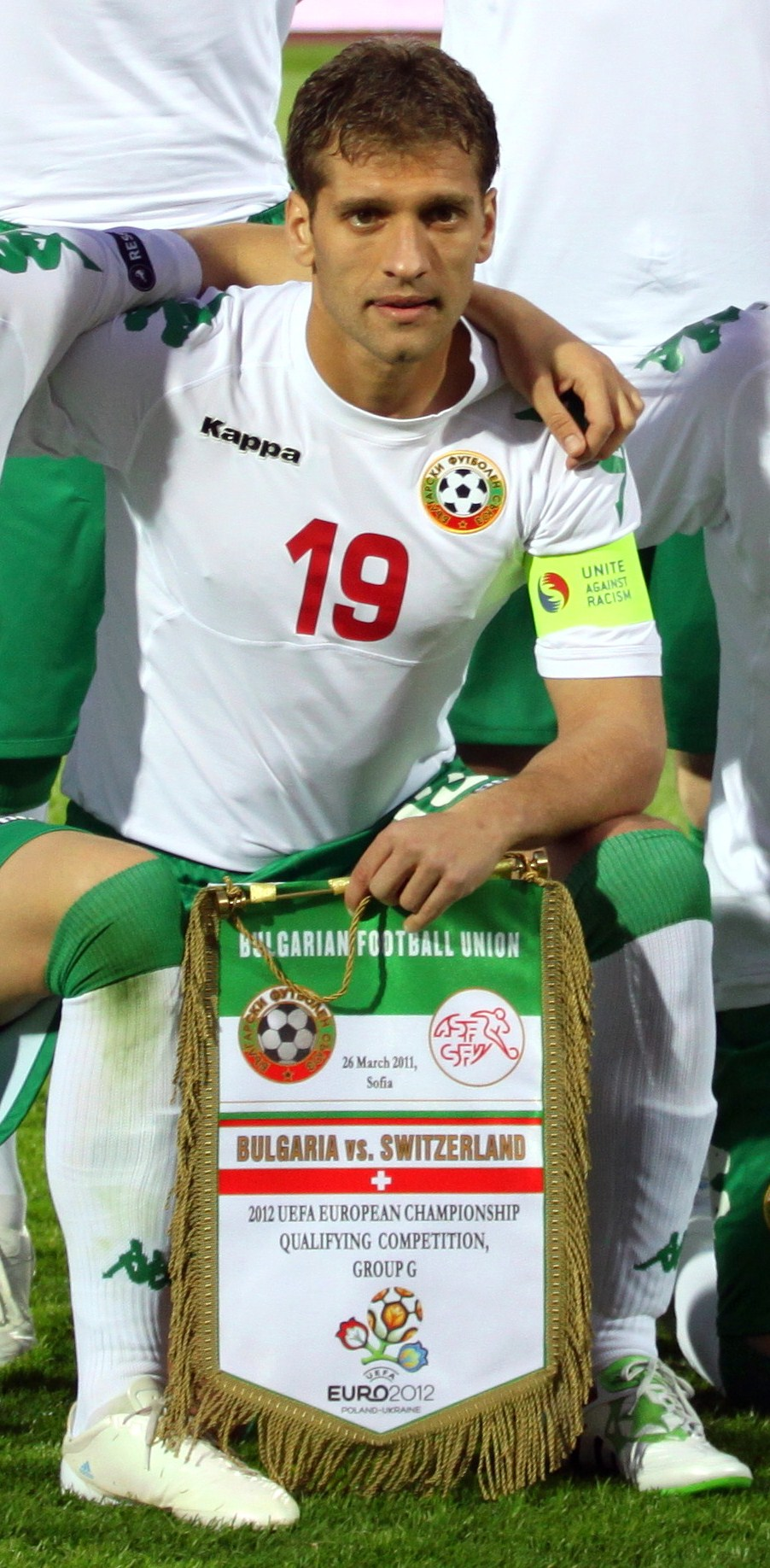
Stiliyan Petrov es el jugador con más partidos en la selección búlgara con 105.

Actualizado el 10 de junio de 2019.
| #  | Jugador            | Periodo   | Partidos |
| -- | ------------------ | --------- | -------- |
| 1  | Stiliyan Petrov    | 1998–2011 | 105      |
| 2  | Borislav Mikhailov | 1983–1998 | 102      |
| 3  | Hristo Bonev       | 1967–1979 | 96       |
| 4  | Krasimir Balakov   | 1988–2003 | 92       |
| 5  | Dimitar Penev      | 1965–1974 | 90       |
| 6  | Martin Petrov      | 1999–2011 | 89       |
| 7  | Radostin Kishishev | 1996–2009 | 88       |
| 8  | Hristo Stoichkov   | 1987–1999 | 84       |
| 9  | Nasko Sirakov      | 1983–1996 | 82       |
| 10 | Zlatko Yankov      | 1989–1999 | 80       |

### Máximos goleadores

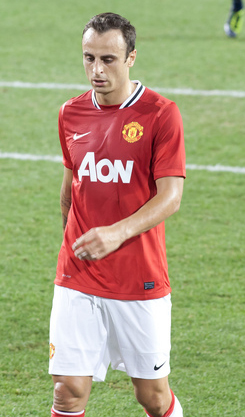
Dimitar Berbatov es el máximo goleador selección búlgara con 49 goles.

Actualizado el 10 de junio de 2019.
| # | Jugador          | Periodo   | Goles | Partidos | Prom. |
| - | ---------------- | --------- | ----- | -------- | ----- |
| 1 | Dimitar Berbatov | 1999–2010 | 49    | 78       | 0.63  |
| 2 | Hristo Bonev     | 1967–1979 | 48    | 96       | 0.5   |
| 3 | Hristo Stoichkov | 1987–1999 | 37    | 84       | 0.44  |
| 4 | Emil Kostadinov  | 1988–1998 | 27    | 70       | 0.30  |
| 4 | Petar Zhekov     | 1963–1972 | 27    | 47       | 0.53  |
| 5 | Ivan Kolev       | 1950–1963 | 25    | 75       | 0.33  |
| 6 | Atanas Mihailov  | 1967–1979 | 23    | 45       | 0.51  |
| 7 | Nasko Sirakov    | 1983–1997 | 23    | 73       | 0.32  |
| 8 | Dimitar Milanov  | 1948–1959 | 19    | 39       | 0.49  |
| 8 | Martin Petrov    | 1999–2011 | 19    | 89       | 0.21  |

## Entrenadores
| - Leopold Nitsch 1924 - Willibald Stejskal 1925 - Pavel Grozdanov 1927-1930 - Carl Nemes 1930 - Otto Feist 1931 - Pavel Grozdanov 1932-1933 - Karoly Foggle 1934-1935 - Nikola Kalkandzhiev 1935 - Ivan Batandzhiev 1936 - Geno Mateev 1936 - Stanislav Toms 1937-1938 - Kostantin Maznikov 1938 - Ivan Radoev 1939 - Franz Koler 1940-41 - Ivan Radoev 1942 - Ivan Batandzhiev 1943 - Todor Konov 1946 - Mihail Manov 1947 - Rezső Somlaly y Ivan Radoev 1947 - Ivan Radoev 1947 | - Lubomir Angelov 1948 - Andor Haidu 1948-1949 - Ivan Radoev 1950 - Lubomir Angelov 1950 - Andor Haidú 1950 - Lubomir Angelov 1953 - Stoyan Ormandzhiev 1950-1953 - Stoyan Ormandzhiev y Krum Milev 1954-60 - Georgi Pachedzhiev 1955-1962 - Stoyan Ormandzhiev 1963 - Bella Volentik 1963-1964 - Rudolf Vytlačil 1965-1966 - Dobromir Tashkov 1966 - Stefan Bozhkov 1967-1970 - Vasil Spasov 1970-1972 - Hristo Mladenov 1972-1974 - Stoyan Ormandzhiev 1974-1977 - Cvetan Ilchev 1978-1980 - Atanas Purzhelov 1980-1982 | - Ivan Vutsov 1982-1986 - Hristo Mladenov 1986-1987 - Boris Angelov 1988-1989 - Ivan Vutsov 1989-1991 - Krasimir Borisov 1991 - Dimitar Penev 1991-1996 - Hristo Bonev 1996-1998 - Dimitar Dimitrov 1998-1999 - Stoycho Mladenov 2000-2001 - Plamen Markov 2002-2004 - Hristo Stoichkov 2004-2007 - Stanimir Stoilov 2007 - Dimitar Penev 2007 - Plamen Markov 2008 - Stanimir Stoilov 2009-2010 - Lothar Matthäus 2010-2011 - Mihail Madanski 2011 - Luboslav Penev 2011-2014 - Ivaylo Petev 2014-2016 - Petar Hubchev 2016-2019 | - Krasimir Balakov 2019 - Georgi Dermendzhiev 2019-2021 - Yasen Petrov 2021 - Mladen Krstajić 2022-2023 - Ilian Iliev 2023-Act. |

## Estadísticas

### Copa Mundial de Fútbol
| Copa Mundial de Fútbol | Copa Mundial de Fútbol | Copa Mundial de Fútbol | Copa Mundial de Fútbol | Copa Mundial de Fútbol | Copa Mundial de Fútbol | Copa Mundial de Fútbol | Copa Mundial de Fútbol | Copa Mundial de Fútbol | Copa Mundial de Fútbol |
| Año                    | Ronda                  | Posición               | J                      | G                      | E                      | P                      | GF                     | GC                     | DG                     |
| ---------------------- | ---------------------- | ---------------------- | ---------------------- | ---------------------- | ---------------------- | ---------------------- | ---------------------- | ---------------------- | ---------------------- |
| 1930                   | No participó           | No participó           | No participó           | No participó           | No participó           | No participó           | No participó           | No participó           | No participó           |
| 1934                   | No clasificó           | No clasificó           | No clasificó           | No clasificó           | No clasificó           | No clasificó           | No clasificó           | No clasificó           | No clasificó           |
| 1938                   | No clasificó           | No clasificó           | No clasificó           | No clasificó           | No clasificó           | No clasificó           | No clasificó           | No clasificó           | No clasificó           |
| 1950                   | No participó           | No participó           | No participó           | No participó           | No participó           | No participó           | No participó           | No participó           | No participó           |
| 1954                   | No clasificó           | No clasificó           | No clasificó           | No clasificó           | No clasificó           | No clasificó           | No clasificó           | No clasificó           | No clasificó           |
| 1958                   | No clasificó           | No clasificó           | No clasificó           | No clasificó           | No clasificó           | No clasificó           | No clasificó           | No clasificó           | No clasificó           |
| 1962                   | Fase de grupos         | 15.º                   | 3                      | 0                      | 1                      | 2                      | 1                      | 7                      | -6                     |
| 1966                   | Fase de grupos         | 15.º                   | 3                      | 0                      | 0                      | 3                      | 1                      | 8                      | -7                     |
| 1970                   | Fase de grupos         | 13.º                   | 3                      | 0                      | 1                      | 2                      | 5                      | 9                      | -4                     |
| 1974                   | Fase de grupos         | 12.º                   | 3                      | 0                      | 2                      | 1                      | 2                      | 5                      | -3                     |
| 1978                   | No clasificó           | No clasificó           | No clasificó           | No clasificó           | No clasificó           | No clasificó           | No clasificó           | No clasificó           | No clasificó           |
| 1982                   | No clasificó           | No clasificó           | No clasificó           | No clasificó           | No clasificó           | No clasificó           | No clasificó           | No clasificó           | No clasificó           |
| 1986                   | Octavos de final       | 15.º                   | 4                      | 0                      | 2                      | 2                      | 2                      | 6                      | -4                     |
| 1990                   | No clasificó           | No clasificó           | No clasificó           | No clasificó           | No clasificó           | No clasificó           | No clasificó           | No clasificó           | No clasificó           |
| 1994                   | Cuarto lugar           | 4.º                    | 7                      | 3                      | 1                      | 3                      | 10                     | 11                     | -1                     |
| 1998                   | Fase de grupos         | 29.º                   | 3                      | 0                      | 1                      | 2                      | 1                      | 7                      | -6                     |
| 2002                   | No clasificó           | No clasificó           | No clasificó           | No clasificó           | No clasificó           | No clasificó           | No clasificó           | No clasificó           | No clasificó           |
| 2006                   | No clasificó           | No clasificó           | No clasificó           | No clasificó           | No clasificó           | No clasificó           | No clasificó           | No clasificó           | No clasificó           |
| 2010                   | No clasificó           | No clasificó           | No clasificó           | No clasificó           | No clasificó           | No clasificó           | No clasificó           | No clasificó           | No clasificó           |
| 2014                   | No clasificó           | No clasificó           | No clasificó           | No clasificó           | No clasificó           | No clasificó           | No clasificó           | No clasificó           | No clasificó           |
| 2018                   | No clasificó           | No clasificó           | No clasificó           | No clasificó           | No clasificó           | No clasificó           | No clasificó           | No clasificó           | No clasificó           |
| 2022                   | No clasificó           | No clasificó           | No clasificó           | No clasificó           | No clasificó           | No clasificó           | No clasificó           | No clasificó           | No clasificó           |
| 2026                   | Por disputarse         | Por disputarse         | Por disputarse         | Por disputarse         | Por disputarse         | Por disputarse         | Por disputarse         | Por disputarse         | Por disputarse         |
| 2030                   | Por disputarse         | Por disputarse         | Por disputarse         | Por disputarse         | Por disputarse         | Por disputarse         | Por disputarse         | Por disputarse         | Por disputarse         |
| 2034                   | Por disputarse         | Por disputarse         | Por disputarse         | Por disputarse         | Por disputarse         | Por disputarse         | Por disputarse         | Por disputarse         | Por disputarse         |
| Total                  | 7/22                   | 39.º                   | 26                     | 3                      | 8                      | 15                     | 22                     | 53                     | -31                    |

### Eurocopa
| Eurocopa    | Eurocopa       | Eurocopa       | Eurocopa       | Eurocopa       | Eurocopa       | Eurocopa       | Eurocopa       | Eurocopa       | Eurocopa       |
| Año         | Ronda          | Posición       | J              | G              | E              | P              | GF             | GC             | DG             |
| ----------- | -------------- | -------------- | -------------- | -------------- | -------------- | -------------- | -------------- | -------------- | -------------- |
| 1960 - 1992 | No clasificó   | No clasificó   | No clasificó   | No clasificó   | No clasificó   | No clasificó   | No clasificó   | No clasificó   | No clasificó   |
| 1996        | Fase de grupos | 11.º           | 3              | 1              | 1              | 1              | 3              | 4              | -1             |
| 2000        | No clasificó   | No clasificó   | No clasificó   | No clasificó   | No clasificó   | No clasificó   | No clasificó   | No clasificó   | No clasificó   |
| 2004        | Fase de grupos | 16.º           | 3              | 0              | 0              | 3              | 1              | 9              | -8             |
| 2008        | No clasificó   | No clasificó   | No clasificó   | No clasificó   | No clasificó   | No clasificó   | No clasificó   | No clasificó   | No clasificó   |
| 2012        | No clasificó   | No clasificó   | No clasificó   | No clasificó   | No clasificó   | No clasificó   | No clasificó   | No clasificó   | No clasificó   |
| 2016        | No clasificó   | No clasificó   | No clasificó   | No clasificó   | No clasificó   | No clasificó   | No clasificó   | No clasificó   | No clasificó   |
| 2020        | No clasificó   | No clasificó   | No clasificó   | No clasificó   | No clasificó   | No clasificó   | No clasificó   | No clasificó   | No clasificó   |
| 2024        | No clasificó   | No clasificó   | No clasificó   | No clasificó   | No clasificó   | No clasificó   | No clasificó   | No clasificó   | No clasificó   |
| 2028        | Por disputarse | Por disputarse | Por disputarse | Por disputarse | Por disputarse | Por disputarse | Por disputarse | Por disputarse | Por disputarse |
| Total       | 2/17           | 32.º           | 6              | 1              | 1              | 4              | 4              | 13             | -9             |

### Liga de Naciones de la UEFA
| Liga de Naciones de la UEFA | Liga de Naciones de la UEFA | Liga de Naciones de la UEFA | Liga de Naciones de la UEFA | Liga de Naciones de la UEFA | Liga de Naciones de la UEFA | Liga de Naciones de la UEFA | Liga de Naciones de la UEFA | Liga de Naciones de la UEFA | Liga de Naciones de la UEFA | Liga de Naciones de la UEFA | Liga de Naciones de la UEFA |
| Año                         | L                           | G                           | Ronda                       | Posición                    | J                           | G                           | E                           | P                           | GF                          | GC                          | DG                          |
| --------------------------- | --------------------------- | --------------------------- | --------------------------- | --------------------------- | --------------------------- | --------------------------- | --------------------------- | --------------------------- | --------------------------- | --------------------------- | --------------------------- |
| 2018-19                     | C                           | 3                           | Segundo lugar               | 29.º                        | 6                           | 3                           | 2                           | 1                           | 7                           | 5                           | +2                          |
| 2020-21                     | B                           | 4                           | Cuarto lugar                | 25.º                        | 6                           | 0                           | 2                           | 4                           | 2                           | 7                           | -5                          |
| 2022-23                     | C                           | 4                           | Segundo lugar               | 40.º                        | 6                           | 2                           | 3                           | 1                           | 10                          | 8                           | +2                          |
| Total                       | Total                       | Total                       | 3/3                         | 35.º                        | 18                          | 5                           | 7                           | 6                           | 19                          | 20                          | -1                          |

### Juegos Olímpicos
| Juegos Olímpicos                                                                                         | Juegos Olímpicos              | Juegos Olímpicos              | Juegos Olímpicos              | Juegos Olímpicos              | Juegos Olímpicos              | Juegos Olímpicos              | Juegos Olímpicos              |
| Año | Ronda                         | J                             | G                             | E                             | P                             | GF                            | GC                            |
| --- | ----------------------------- | ----------------------------- | ----------------------------- | ----------------------------- | ----------------------------- | ----------------------------- | ----------------------------- |
| 1908 | No existía la selección       | No existía la selección       | No existía la selección       | No existía la selección       | No existía la selección       | No existía la selección       | No existía la selección       |
| 1912 | No existía la selección       | No existía la selección       | No existía la selección       | No existía la selección       | No existía la selección       | No existía la selección       | No existía la selección       |
| 1920 | No existía la selección       | No existía la selección       | No existía la selección       | No existía la selección       | No existía la selección       | No existía la selección       | No existía la selección       |
| 1924 | Octavos de final              | 1                             | 0                             | 0                             | 1                             | 0                             | 1                             |
| 1928 | No participó                  | No participó                  | No participó                  | No participó                  | No participó                  | No participó                  | No participó                  |
| 1932 | No hubo competición de fútbol | No hubo competición de fútbol | No hubo competición de fútbol | No hubo competición de fútbol | No hubo competición de fútbol | No hubo competición de fútbol | No hubo competición de fútbol |
| 1936 | No participó                  | No participó                  | No participó                  | No participó                  | No participó                  | No participó                  | No participó                  |
| 1948 | No participó                  | No participó                  | No participó                  | No participó                  | No participó                  | No participó                  | No participó                  |
| Desde 1952 los Juegos Olímpicos los disputan selecciones amateurs, y a partir de 1992 selecciones sub-23 |                               |                               |                               |                               |                               |                               |                               |
| Total | 1/7                           | 1                             | 0                             | 0                             | 1                             | 0                             | 1                             |

## Palmarés

### Oficial
| Copa Mundial de Fútbol | –                        | –                  | –                  | 1 (1994)           |                    |
| Copa de los Balcanes   | 3 (1931, 1932 y 1973/76) | 2 (1935 y 1936)    | 1 (1933)           | –                  |                    |
| Total                  | 3 títulos                | Selección absoluta | Selección absoluta | Selección absoluta | Selección absoluta |

### Amistoso
- FIFA Series: (1): 2024.